# Cecilie Friberg Klysner
Cecilie Klysner (født 1994) er en dansk orienteringsløber, der er verdensmester. Hun har vundet guld på sprint-stafetten i 2016.
Cecilie Klysner har også vundet sølv på sprint-stafetten ved verdensmesterskabet (VM) i orientering samt en sølvmedalje på sprintstafetten ved europamesterskabet (EM) henholdsvis en bronzemedalje på stafetten for kvinder ved EM. Derudover har hun vundet guld ved World Games.
Cecilie Klysner, der løber for FIF Hillerød Orientering, har vundet seks individuelle danske mesterskaber (DM) i orientering foruden flere danske medaljer i forskellige orienterings-discipliner.

## Resultater i orientering

### VM
Ved VM i Sverige i 2016 vandt Cecilie Klysner, der var førsteløber på sprint-stafetten, guld sammen med mix-stafetholdet med Tue Lassen, Søren Bobach og Maja Alm.
Året efter vandt Cecilie Klysner sølv på sprint-stafetten ved VM i Estland (2017). Hun var også her førsteløber på det samme mix-stafethold med Tue Lassen, Søren Bobach og Maja Alm.

### EM
Cecilie Klysner var også førsteløber på sprint-stafetten ved EM i Tjekkiet i 2016, hvor hun vandt sølv – også her sammen med mix-stafetholdet med Tue Lassen, Søren Bobach og Maja Alm.
Ved EM i 2018 i Schweiz vandt Cecilie Klysner bronze som førsteløber på stafetten sammen med Ida Bobach og Maja Alm

### DM
Cecilie Klysner har vundet individuelt DM-guld på såvel langdistancen som mellem- og sprint-distancen. I alt er det blevet til 16 medaljer på de individuelle distancer i orientering (september 2023): seks guldmedaljer, seks sølvmedaljer og fire bronzemedaljer. Hertil kommer fire guldmedaljer, som hun har vundet ved stafetter samt en guldmedalje ved forbundsmesterskabet i mixsprintstafet.
På langdistancen har Cecilie Klysner vundet to guldmedaljer (2019 og 2022) og bronze (2016) og på den ultralange distance, har hun vundet sølv (2015).
På mellemdistancen har hun vundet tre guldmedaljer (2019, 2020 og 2023), en sølvmedalje (2016) og to bronzemedaljer (2017 og 2021).
Cecilie Klysner har også vundet guld en enkelt gang på sprintdistancen (2020), sølv to gange (2019 og 2023) og bronze én gang (2016), Cecilie Klysner har herudover vundet sølv en enkelt gang i knockout sprint (2023), mens hun har vundet en sølvmedalje ved DM-Nat (2016).
Sammen med forskellige hold fra FIF Hillerød Orientering har Cecilie Klysner fem gange vundet guld ved stafetter i orientering (2015, 2017, 2019 og 2022). 
Herudover har hun også været med til at vinde guld ved et forbundsmesterskab (FM) i mixsprintstafet (2019).
Medaljeoversigt ved danske mesterskaber
2023
- Guld, Mellem (Gribskov Nord)
- Sølv, Sprint (Ebeltoft)
- Sølv, Knockout sprint (Rønde)
- Guld, Stafet (Brahetrolleborg)

2022
- Guld, Lang (Paradisbakkerne)
- Guld, Stafet (Slotslyngen)

2021
- Bronze, Mellem (Grejsdalen)

2020
- Guld, Mellem (Aggebo-Græsted Hegn)
- Guld, Sprint (Hillerød Øst Grønnevang)

2019
- Guld, Lang (Søskoven)
- Guld, Mellem (Rold Skov Hesselholt)
- Sølv, Sprint (Grindsted By)
- Guld, Stafet (Grib Skov)
- Guld, Sprint-stafet (Grindsted By) – (FM)

2017
- Bronze, Mellem (Nykobbel)
- Guld, Stafet (Langesø Syd)

2016
- Bronze, Lang (Gribskov Nord og Harager Hegn)
- Sølv, Mellem (Mols Bjerge)
- Sølv, Nat (Hou Skov)
- Bronze, Sprint (Haderslev By)

2015
- Sølv, Ultralang (Gribskov Øst)
- Guld, Stafet (St. Hjøllund N)

## World Games - orienteringsløb
Cecilie Klysner har vundet guld ved World Games, der er en international sportsbegivenhed beregnet for de sportsgrene, der ikke indgår i De Olympiske Lege. Ved World Games 2017 i Wroclaw, Polen vandt hun guld på sprint-stafetten sammen med mix-stafetholdet Andreas Hougaard Boesen, Søren Bobach og Maja Alm.

## Andre udmærkelser
Hillerød Samvirkende Idræt kårede i 2016 Cecilie Klysner til ’Hillerødprisen 2015’.
Cecilie Klysner har herudover modtaget Hillerød Elite Idræts 'Talentidrætspris 2016'.
I 2017 var Cecilie Klysner blandt 13 AU-studerende elitesportsstjerner, der blev hyldet af Aarhus Universitet for de sportslige præstationer og evnen til at gennemføre en akademisk uddannelse ved siden af sportskarrieren.
I 2019 blev Cecilie Klysner udnævnt til ’Årets O-løber’ i Dansk Orienterings-Forbund,
mens Dansk Orienterings-Forbunds Venner tildelte Cecilie Klysner et træningslegat i 2013 og 2014.